# Château de la Saudraie
Pour les articles homonymes, voir Bréon.
Le Château de la Saudraie était un château français situé à Astillé, dans le département de la Mayenne et la région des Pays de la Loire. C'est désormais le nom d'un lieu-dit : la Grande et la Petite-Saudraie, et d'un bois. Il est situé à 2 kilomètres à l' Est du bourg.

## Désignation
- La terre, fief et seigneurie de la Saudraye, 1623 (Bibliothèque nationale de France, fr. 26.334).
- La Saudraye, manoir, chapelle non fondée (Hubert Jaillot).

## Histoire
Il s'agissait d'un fief et domaine mouvant de Montchevrier et chargé d'une rente de 20 ₶ à l'Hôtel-Dieu de Laval.

## Description
On monte au logis par un degré de quatre marches et une porte surmontée d'un fronton encadrant deux écussons mutilés. L'aile en retour à l'Edt a été ajoutée après coup, et un portail formait autrefois l'entrée de la cour entre le logis principal et un pavillon au côté Ouest. L'Abbé Angot indique beaucoup de tuffeau dans cette construction, où l'on ne remarque guère qu'une cheminée sculptée d'une frise renaissance avec deux médaillons pour deux bustes. L'écusson du milieu est de Lancrau.

## Chapelle
La chapelle était dans le jardin du fermier en face l'aile de l'Est.

## Bois
Le bois de la Saudraie, réduit maintenant à un taillis de deux hectares, fut un des abris des Chouans de Jambe-d'Argent. Victor Hugo, dans Quatrevingt-treize, y place le début de son roman, la rencontre du grenadier et de la pauvre « brigande », blottie dans le fourré avec sa nichée de marmots.
Victor Hugo a fait une halte à Astillé au Bois de la Saudraie. Il retrace d’ailleurs cette traversée dans son livre « Quatre-vingt treize qui évoque la Révolte vendéenne et la Chouannerie »

## Seigneurs

### Les Lancrau
La famille de Lancrau est de vieille noblesse, originaire de la terre de Lancrau à Chantocé, mais qu'on trouve dès le commencement du XVe siècle au Verger de Montigné (Montigné-le-Brillant), au Bois-Ragot de Cossé-le-Vivien, à la Saudraie surtout qui resta pendant plus d'un siècle sa résidence principale, et qui par l'alliance avec les Bréon s'est installée en Mayenne. Les armes qu'elle déclare en 1667 et qu'elle porte toujours sont : d'argent au chevron de sable, accompagné de 3 roses de gueules boutonnées d'or, 2 et 1.

### Les Valleaux
La famille Valleaux ou de Valleaux est une famille noble qui possède dès le XIVe siècle les seigneuries de Chéripeau, du Pin, de Vetz, de la Beusserie (Chemazé), alliée aux Quatrebarbes, aux Le Porc, et fondue dans les familles de Poncé et des Vaux. Elle portait : d'or à 3 bandes de gueules. Les Valleaux de la Saudraie, issus probablement d'une branche cadette, vinrent du Bois-Robin en Marcillé-Robert, Jean Valleaux ayant épousé à Laval en 1665 Françoise Ouvrard, fille du seigneur de la Saudraie, Ambroise-Balthazar, époux : 1° de Renée-Louise Delaunay, 1707 ; et 2° de Marguerite Duchemin, 1710, revendiquait en 1731 les droits honorifiques dans l'église d'Astillé, contre Françoise Mauléon, veuve de Joseph Ouvrard ; il fut inhumé dans l'église d'Astillé en 1743.
Balthazar de Valleaux fut nommé commandant général de la Garde nationale de Laval en 1790. Il subit plusieurs fois la prison avec ses trois filles, Jeanne, Olive et Céleste, soupçonnées de favoriser Jambe-d'Argent. Il fut délivré la première fois en 1792 par l'influence de René Enjubault de la Roche, son parent, et en 1794 à la demande du sieur Noury, son neveu. Les demoiselles Jeanne, Olive et Céleste de Valleaux, sont en prison au mois de juin 1793, et en sortent pour assister leur mère à l'agonie. Balthazar de Valleaux et sa femme sont soupçonnés d'avoir fourni des fonds aux insurgés « pour la fabrication des armes » et emprisonnés, 17 février 1794. Olive, Jeanne et Céleste, qui demeuraient à la Saudraie et à la Cornillerie, sont dénoncées de nouveau par Jean Moreau, agent national d'Astillé, le 9 avril 1794, comme ayant gangrené une partie de la commune en faisant des rassemblements dans leur chapelle. Balthazar de Valleaux, âgé de 58 ans, est relâché par la Commission philanthropique, le 6 novembre 1794, mais ses filles sont maintenues en prison pour connivence avec les Chouans. Céleste, leur nièce, est relâchée le 7 mai 1795.
Balthazar de Valleaux, âgé de 15 ans, fut arrêté en la maison de la Cornillerie, parce qu'on le trouva vêtu comme les Chouans,. Relâché et mis sous la surveillance du citoyen Drugeot, il s'enrôla néanmoins dans les Chouans. On le dénonce, le 6 brumaire an VIII, pour des perquisitions faites à la tête de 5 hommes, et le 11 du même mois, avec Fleur-d'Épine, pour l'enlèvement d'un cheval de l'agent national. Il se fit tuer lors des Guerres napoléoniennes pendant la Guerre d'indépendance espagnole.